# Zawjałowo (Udmurcja)
Zawjałowo (ros. Завьялово) – wieś (sieło) w Rosji, w Udmurcji, siedziba rejonu. W 2010 liczyła 8986 mieszkańców, wśród których 4754 zadeklarowało narodowość rosyjską, 40 ukraińską, 15 białoruską, 6 polską, 9 niemiecką, 14 mołdawską, 67 ormiańską, 6 tadżycką, 3 jezydzką, 5 kurdyjską, 294 tatarską, 19 baszkirską, 22 czuwaską, 7 kazachską, 16 azerską, 3 chakaską, 5 mordwińską, 3292 udmurcką, 21 maryjską, 7 komi-permiacką, 6 besermiańską, a 365 osób nie wskazało żadnej.